# Henry Behrens
Henry Behrens (nacido c. 1895 - 1961), también conocido como Coronel Peewee, fue un artista británico considerado durante su vida como el hombre más pequeño del mundo. Con una altura de aproximadamente 30 pulgadas (76 cm), viajó mucho por varios países y fue promocionado como el hombre más pequeño del mundo.  

## Vida
Los detalles sobre los primeros años de vida de Henry Behrens, incluida su fecha exacta de nacimiento, lugar de nacimiento y antecedentes familiares, no están ampliamente documentados. Se dice que nació en Brasil de padres alemanes, aunque luego vivió y trabajó en el Reino Unido.   Sus padres eran de estatura normal.
Behrens hablaba cuatro idiomas con fluidez. Fue descubierto por Burton Lester, un cazatalentos de enanos, quien lo añadió a su show.
Murió en 1961 a la edad de 66 años. 

## Vida personal
Behrens estaba casado con una mujer llamada Emmie, que medía 40 pulgadas y era de Leeds, Inglaterra. La pareja se casó en 1932 y vivía en Worthing, West Sussex, Inglaterra.  